# Xirón Óros (berg i Grekland, Kreta)
Xirón Óros är ett berg i Grekland.   Det ligger i prefekturen Nomós Rethýmnis och regionen Kreta, i den sydöstra delen av landet, 300 km söder om huvudstaden Aten. Toppen på Xirón Óros är 665 meter över havet.
Terrängen runt Xirón Óros är huvudsakligen kuperad, men österut är den bergig.Runt Xirón Óros är det ganska glesbefolkat, med 21 invånare per kvadratkilometer. Närmaste större samhälle är Rethymnon, 18,5 km norr om Xirón Óros. Trakten runt Xirón Óros består till största delen av jordbruksmark.